# CH-CH 산화환원효소
CH-CH 산화환원효소(영어: CH-CH oxidoreductase)는 두 탄소 원자 사이의 단일 결합과 이중 결합을 서로 전환시키는 산화환원효소이다. CH-CH 산화환원효소는 EC 번호 1.3으로 분류된다. 
CH-CH 산화환원효소의 대표적인 예로는 5α-환원효소가 있다.

테스토스테론
다이하이드로테스토스테론

A(제일 왼쪽) 고리의 Δ4,5 이중 결합의 차이점에 유의해야 한다. (그림 간의 다른 차이점은 화학 구조와 관련이 없다.)

## 같이 보기
- 산화환원효소
- α-산토닌 1,2-환원효소